# Copa Campeonato 1913
La Copa Campeonato 1913, 20ª edizione della medesima competizione, fu organizzata dall'Asociación Argentina de Football e si svolse dal 13 aprile al 28 dicembre. Il titolo fu vinto dal Racing Club, che in finale batté 2-0 il San Isidro.

## Fase di qualificazione[1]
| Pos. | Squadra              | Pt | G  | V  | N | P  | GF | GS | DR  |
| ---- | -------------------- | -- | -- | -- | - | -- | -- | -- | --- |
| 1.   | Racing Club          | 24 | 14 | 12 | 0 | 2  | 41 | 5  | +36 |
| 1.   | San Isidro           | 24 | 14 | 11 | 2 | 1  | 44 | 8  | +36 |
| 1.   | River Plate          | 24 | 14 | 10 | 4 | 0  | 30 | 7  | +23 |
| 4.   | Belgrano Athletic    | 18 | 14 | 8  | 2 | 4  | 34 | 16 | +18 |
| 4.   | Boca Juniors         | 18 | 14 | 8  | 2 | 4  | 29 | 16 | +13 |
| 4.   | Platense             | 18 | 14 | 8  | 2 | 4  | 36 | 25 | +11 |
| 4.   | Quilmes              | 18 | 14 | 8  | 2 | 4  | 29 | 21 | +8  |
| 8.   | Atlético Estudiantes | 13 | 14 | 6  | 1 | 7  | 26 | 23 | +3  |
| 8.   | Estudiantil Porteño  | 13 | 14 | 5  | 3 | 6  | 32 | 33 | -1  |
| 8.   | Banfield             | 13 | 14 | 5  | 3 | 6  | 23 | 31 | -8  |
| 11.  | Comercio             | 10 | 14 | 4  | 2 | 8  | 26 | 34 | -8  |
| 12.  | Ferro Carril Oeste   | 6  | 14 | 1  | 4 | 9  | 16 | 31 | -15 |
| 13.  | Ferrocarril Sud      | 4  | 14 | 1  | 2 | 11 | 17 | 51 | -34 |
| 13.  | Olivos               | 4  | 14 | 1  | 2 | 11 | 10 | 49 | -39 |
| 15.  | Riachuelo            | 3  | 14 | 0  | 3 | 11 | 8  | 51 | -43 |

## Seconda fase
Le squadre vennero divise in tre gruppi, i cui punteggi partivano da quelli accumulati durante la prima fase. Le vincitrici del gruppo A e gruppo B si sarebbero sfidate nella finale per il titolo. Il gruppo C invece comprendeva le ultime quattro squadre ed avrebbe consentito alle prime due di salvarsi, mentre le ultime due sarebbero retrocesse.

### Gruppo A
| Pos. | Squadra           | Pt | G  | V  | N | P | GF | GS | DR  |
| ---- | ----------------- | -- | -- | -- | - | - | -- | -- | --- |
| 1.   | Racing Club       | 31 | 18 | 15 | 1 | 2 | 47 | 6  | +41 |
| 1.   | River Plate       | 31 | 18 | 13 | 5 | 0 | 36 | 9  | +27 |
| 3.   | Platense          | 21 | 18 | 9  | 3 | 6 | 38 | 32 | +6  |
| 4.   | Belgrano Athletic | 18 | 18 | 8  | 2 | 8 | ?  | ?  | ?   |
| 5.   | Banfield          | 16 | 18 | 6  | 4 | 8 | 24 | 36 | -12 |

Nello spareggio del Gruppo A il 21 dicembre il Racing Club sconfisse il River Plate con il risultato di 3-0.

### Gruppo B
| Pos. | Squadra              | Pt | G  | V  | N | P  | GF | GS | DR  |
| ---- | -------------------- | -- | -- | -- | - | -- | -- | -- | --- |
| 1.   | San Isidro           | 32 | 19 | 14 | 4 | 1  | 53 | 13 | +40 |
| 2.   | Boca Juniors         | 27 | 19 | 12 | 3 | 4  | 35 | 19 | +16 |
| 3.   | Quilmes              | 18 | 19 | 8  | 2 | 9  | ?  | ?  | ?   |
| 4.   | Atlético Estudiantes | 17 | 19 | 7  | 3 | 9  | 32 | 32 | 0   |
| 4.   | Estudiantil Porteño  | 17 | 19 | 7  | 3 | 9  | 43 | 44 | -1  |
| 6.   | Comercio             | 15 | 19 | 6  | 3 | 10 | 30 | 42 | -12 |

### Gruppo C
| Pos. | Squadra            | Pt | G  | V | N | P  | GF | GS | DR  |
| ---- | ------------------ | -- | -- | - | - | -- | -- | -- | --- |
| 1.   | Ferro Carril Oeste | 9  | 17 | 2 | 5 | 10 | 22 | 36 | -14 |
| 2.   | Ferrocarril Sud    | 8  | 17 | 3 | 2 | 12 | 19 | 54 | -35 |
| 3.   | Olivos             | 7  | 17 | 2 | 3 | 12 | 15 | 51 | -36 |
| 4.   | Riachuelo          | 5  | 17 | 1 | 3 | 13 | 16 | 62 | -46 |

## Finale
| Avellaneda 28 dicembre 1913 | Racing Club | 2 – 0 referto | San Isidro | Estadio Colón y Alsina |
| \| \| \| \| \| Ohaco 11’, 70’ \| Marcatori \| \| \| Muttoni P Reyes D Ochoa D Betular C Olazar C Pepe C Viazzi A Ohaco A Marcovecchio A Hospital A Perinetti A \| Formazioni \| P Wilson D Idiarte D Bello C Goodfellow C Morroni C Olivari A E. Fernández A Rossi A J. Fernández A Hulme A Meira \| |             | |            |                        |
| |             | |            |                        |
| Ohaco 11’, 70’ | Marcatori   | |            |                        |
| Muttoni P Reyes D Ochoa D Betular C Olazar C Pepe C Viazzi A Ohaco A Marcovecchio A Hospital A Perinetti A | Formazioni  | P Wilson D Idiarte D Bello C Goodfellow C Morroni C Olivari A E. Fernández A Rossi A J. Fernández A Hulme A Meira |            |                        |

## Classifica marcatori[2]
| Gol |  |  | Giocatore     | Squadra     |
| --- |  |  | ------------- | ----------- |
| 20  |  |  | Alberto Ohaco | Racing Club |